# SORA (lựu pháo tự hành)
Pháo lựu tự hành 122mm SORA (tiếng Serbia: Самоходна хаубица 122mm СОРА, chuyển tự: Samohodna haubica 122mm SORA) là một loại dã pháo - lựu pháo tự hành bánh hơi cỡ nòng 122mm của Serbia do Viện Kỹ thuật Quân sự phát triển cho Quân đội Serbia. Pháo được thiết kế theo cách gắn pháo D-30 122 mm lên khung gầm xe tải FAP 2026 BS/AV đã được sửa đổi. Các chức năng chính của hệ thống vũ khí như điều hướng, đặt súng, nạp đạn và triển khai đều hoàn toàn tự động. Loại vũ khí này không được sản xuất chính thức mà chỉ có ba nguyên mẫu.